# いつも美空
『いつも美空』（いつもみそら）は、あだち充による日本の漫画作品。『週刊少年サンデー』（小学館）にて、2000年22・23合併号から2001年24号まで連載。少年サンデーコミックス全5巻。『タッチ』の後は長期連載の多いあだち充だが、この作品は約1年で終わる。超能力など今までのあだち充作品には無かった要素を取り入れる。作品内では登場人物たちがしばしば第四の壁を飛び越えた発言をする。

## あらすじ
坂上美空は4年前の夏休み、花火で燃え上がった祠の中から偶然、ご神体を持ち出してしまったことから、13歳の誕生日に神様から超能力を授かる。同じく超能力を授かった浅見台中学レンタルクラブのメンバー6人＋ネコ1匹と共に、悪意とカリスマ性を持つ野神篤史と、その弟で、別の神様から超能力を授かった野神剛志と戦う。

## 登場人物

### 浅見台中学レンタルクラブ
坂上美空（さかじょう みそら）
4月10日生まれ。日本人初のアカデミー主演女優賞に輝く予定の少女。抜群の運動神経と演技力を持つ。またモノマネも上手くソフトボールの試合では相手投手が1年かけて習得したフォームと変化球をたったの4イニングでコピーするほど。実家は美容院。
能力：「念動力」
離れたところにある物体を動かすことができる。しかし、動かせるのはせいぜい5cmで、近距離のものに限る。3回続けて使用すれば爆睡してしまう。能力成長後は10m以上動かせるようになる。
北島光太（きたじま こうた）
1月3日生まれ。草野球では星野仙一ばりの熱血ぶりで「ドラゴン星野」とのあだ名がつくほど（連載当時、星野は中日監督）。能力と本人の実力で野神篤史の打ち立てた水泳自由形の100m・200mの日本記録を更新する。祖父は有名な映画監督。
能力：「瞬間移動」
離れたところでも一瞬で移動できる。使用回数の制限はない。
三橋竜堂（みはし りゅうどう）
6月7日生まれ。美空の幼馴染で、美空に好意を寄せているが美空は気付いていない。同じく美空に好意を寄せる光太に敵対意識を持っている。美空の能力で陸上男子100mの日本記録を一時更新する。
能力：「未来予知」
対象者の手のひらを見るだけで3年先の結婚相手が分かる。能力成長後は6年先まで分かるようになる。
小久保都（こくぼ みやこ）
4月19日生まれ。美空を上回る運動神経の持ち主。美空と同じく実家は美容院。
能力：「未来予知」
一日一回だけの予知能力。予知は勝手にやってきて、自分でコントロールできなかったが、能力成長後はに自分の意志で使えるようになる。
春日千代之介（かすが ちよのすけ）
5月5日生まれ。美空の能力で走り幅跳び男子の日本記録を一時更新する。
能力：「ナビゲーション」
写真などに触れることで、その人物の居場所を特定することができる。一日一回が限度だったが、能力成長後は使用回数が増える。
村田十四郎（むらた じゅうしろう）
8月2日生まれ。美空の幼馴染。
能力：「金属探知」
手をかざすことで金属を探し出すことができる。砂浜で2時間硬貨探しをして280円しか稼げなかったり、能力成長後は金属の種類を区別できるようになるが、本人が違いを理解できていなかったり、とイマイチ上手く使いこなせていない。
バケ
4月11日生まれ。坂上家の飼い猫。4年前の夏休みに美空が拾ってきた。ヘビースモーカー。
能力：「日本語会話能力」
日本語が話せるようになる。
船村正（ふなむら ただし）
浅見台中学校レンタルクラブ顧問。大学時代は山岳部に所属。雪山で遭難した際、1人奇跡の生還を果たしたことから山登りの世界では有名。